# (4876) Strabon
(4876) Strabon, internationalement (4876) Strabo, est un astéroïde de la ceinture principale.

## Description
(4876) Strabo est un astéroïde de la ceinture principale. Il fut découvert le 29 septembre 1973 à l'observatoire Palomar par Cornelis Johannes van Houten, Ingrid van Houten-Groeneveld et Tom Gehrels. Il fut nommé en honneur de Strabon. Il présente une orbite caractérisée par un demi-grand axe de 2,91 UA, une excentricité de 0,03 et une inclinaison de 1,3° par rapport à l'écliptique.

## Compléments